# Danh sách tiểu hành tinh: 10201–10300
| Tên                    | Tên đầu tiên | Ngày phát hiện       | Nơi phát hiện                      | Người phát hiện                                        |
| ---------------------- | ------------ | -------------------- | ---------------------------------- | ------------------------------------------------------ |
| 10201 Korado           | 1997 NL6     | 12 tháng 7 năm 1997  | Farra d'Isonzo                     | Farra d'Isonzo                                         |
| 10202 -                | 1997 PE      | 1 tháng 8 năm 1997   | Haleakala                          | NEAT                                                   |
| 10203 Flinders         | 1997 PQ      | 1 tháng 8 năm 1997   | Woomera                            | F. B. Zoltowski                                        |
| 10204 Turing           | 1997 PK1     | 1 tháng 8 năm 1997   | Prescott                           | P. G. Comba                                            |
| 10205 Pokorný          | 1997 PX1     | 7 tháng 8 năm 1997   | Kleť                               | M. Tichý, Z. Moravec                                   |
| 10206 -                | 1997 PC2     | 7 tháng 8 năm 1997   | Fitchburg                          | L. L. Amburgey                                         |
| 10207 Comeniana        | 1997 QA      | 16 tháng 8 năm 1997  | Modra                              | L. Kornoš, P. Kolény                                   |
| 10208 Germanicus       | 1997 QN1     | 30 tháng 8 năm 1997  | Stroncone                          | Stroncone                                              |
| 10209 Izanaki          | 1997 QY1     | 24 tháng 8 năm 1997  | Nachi-Katsuura                     | Y. Shimizu, T. Urata                                   |
| 10210 Nathues          | 1997 QV3     | 30 tháng 8 năm 1997  | Caussols                           | ODAS                                                   |
| 10211 La Spezia        | 1997 RG3     | 6 tháng 9 năm 1997   | Monte Viseggi                      | Monte Viseggi                                          |
| 10212 -                | 1997 RA7     | 3 tháng 9 năm 1997   | Church Stretton                    | S. P. Laurie                                           |
| 10213 Koukolík         | 1997 RK7     | 10 tháng 9 năm 1997  | Kleť                               | M. Tichý, Z. Moravec                                   |
| 10214 -                | 1997 RT9     | 10 tháng 9 năm 1997  | Uccle                              | T. Pauwels                                             |
| 10215 Lavilledemirmont | 1997 SQ      | 20 tháng 9 năm 1997  | Ondřejov                           | L. Šarounová                                           |
| 10216 Popastro         | 1997 SN3     | 22 tháng 9 năm 1997  | Church Stretton                    | S. P. Laurie                                           |
| 10217 Richardcook      | 1997 SN4     | 27 tháng 9 năm 1997  | Haleakala                          | NEAT                                                   |
| 10218 Bierstadt        | 1997 SJ23    | 29 tháng 9 năm 1997  | Kitt Peak                          | Spacewatch                                             |
| 10219 Penco            | 1997 UJ5     | 25 tháng 10 năm 1997 | San Marcello                       | L. Tesi, A. Boattini                                   |
| 10220 Pigott           | 1997 UG7     | 20 tháng 10 năm 1997 | Goodricke-Pigott                   | R. A. Tucker                                           |
| 10221 Kubrick          | 1997 UM9     | 28 tháng 10 năm 1997 | Ondřejov                           | P. Pravec                                              |
| 10222 Klotz            | 1997 UV10    | 29 tháng 10 năm 1997 | Ramonville                         | C. Buil                                                |
| 10223 Zashikiwarashi   | 1997 UD11    | 31 tháng 10 năm 1997 | Oohira                             | T. Urata                                               |
| 10224 Hisashi          | 1997 UK22    | 16 tháng 10 năm 1997 | Chichibu                           | N. Sato                                                |
| 10225 -                | 1997 VQ1     | 1 tháng 11 năm 1997  | Kushiro                            | S. Ueda, H. Kaneda                                     |
| 10226 Seishika         | 1997 VK5     | 8 tháng 11 năm 1997  | Oizumi                             | T. Kobayashi                                           |
| 10227 Izanami          | 1997 VO6     | 4 tháng 11 năm 1997  | Gekko                              | T. Kagawa, T. Urata                                    |
| 10228 -                | 1997 VY8     | 1 tháng 11 năm 1997  | Kushiro                            | S. Ueda, H. Kaneda                                     |
| 10229 -                | 1997 WR3     | 19 tháng 11 năm 1997 | Nachi-Katsuura                     | Y. Shimizu, T. Urata                                   |
| 10230 -                | 1997 WU35    | 29 tháng 11 năm 1997 | Socorro                            | LINEAR                                                 |
| 10231 -                | 1997 WQ37    | 29 tháng 11 năm 1997 | Socorro                            | LINEAR                                                 |
| 10232 -                | 1997 WR49    | 16 tháng 11 năm 1997 | Socorro                            | LINEAR                                                 |
| 10233 Le Creusot       | 1997 XQ2     | 5 tháng 12 năm 1997  | Le Creusot                         | J.-C. Merlin                                           |
| 10234 Sixtygarden      | 1997 YB8     | 27 tháng 12 năm 1997 | Kleť                               | J. Tichá, M. Tichý                                     |
| 10235 -                | 1998 QR37    | 17 tháng 8 năm 1998  | Socorro                            | LINEAR                                                 |
| 10236 -                | 1998 QA93    | 28 tháng 8 năm 1998  | Socorro                            | LINEAR                                                 |
| 10237 Adzic            | 1998 SJ119   | 16 tháng 9 năm 1998  | Socorro                            | LINEAR                                                 |
| 10238 -                | 1998 SO140   | 16 tháng 9 năm 1998  | Socorro                            | LINEAR                                                 |
| 10239 Hermann          | 1998 TY30    | 10 tháng 10 năm 1998 | Anderson Mesa                      | LONEOS                                                 |
| 10240 -                | 1998 VW34    | 12 tháng 11 năm 1998 | Kushiro                            | S. Ueda, H. Kaneda                                     |
| 10241 Miličević        | 1999 AU6     | 9 tháng 1 năm 1999   | Đài thiên văn Zvjezdarnica Višnjan | K. Korlević                                            |
| 10242 Wasserkuppe      | 2808 P-L     | 24 tháng 9 năm 1960  | Palomar                            | C. J. van Houten, I. van Houten-Groeneveld, T. Gehrels |
| 10243 Hohe Meissner    | 3553 P-L     | 22 tháng 10 năm 1960 | Palomar                            | C. J. van Houten, I. van Houten-Groeneveld, T. Gehrels |
| 10244 Thüringer Wald   | 4668 P-L     | 16 tháng 9 năm 1960  | Palomar                            | C. J. van Houten, I. van Houten-Groeneveld, T. Gehrels |
| 10245 Inselsberg       | 6071 P-L     | 24 tháng 9 năm 1960  | Palomar                            | C. J. van Houten, I. van Houten-Groeneveld, T. Gehrels |
| 10246 Frankenwald      | 6381 P-L     | 24 tháng 9 năm 1960  | Palomar                            | C. J. van Houten, I. van Houten-Groeneveld, T. Gehrels |
| 10247 Amphiaraos       | 6629 P-L     | 24 tháng 9 năm 1960  | Palomar                            | C. J. van Houten, I. van Houten-Groeneveld, T. Gehrels |
| 10248 Fichtelgebirge   | 7639 P-L     | 17 tháng 10 năm 1960 | Palomar                            | C. J. van Houten, I. van Houten-Groeneveld, T. Gehrels |
| 10249 Harz             | 9515 P-L     | 17 tháng 10 năm 1960 | Palomar                            | C. J. van Houten, I. van Houten-Groeneveld, T. Gehrels |
| 10250 Hellahaasse      | 1252 T-1     | 25 tháng 3 năm 1971  | Palomar                            | C. J. van Houten, I. van Houten-Groeneveld, T. Gehrels |
| 10251 Mulisch          | 3089 T-1     | 26 tháng 3 năm 1971  | Palomar                            | C. J. van Houten, I. van Houten-Groeneveld, T. Gehrels |
| 10252 Heidigraf        | 4164 T-1     | 26 tháng 3 năm 1971  | Palomar                            | C. J. van Houten, I. van Houten-Groeneveld, T. Gehrels |
| 10253 Westerwald       | 2116 T-2     | 29 tháng 9 năm 1973  | Palomar                            | C. J. van Houten, I. van Houten-Groeneveld, T. Gehrels |
| 10254 Hunsrück         | 2314 T-2     | 29 tháng 9 năm 1973  | Palomar                            | C. J. van Houten, I. van Houten-Groeneveld, T. Gehrels |
| 10255 Taunus           | 3398 T-3     | 16 tháng 10 năm 1977 | Palomar                            | C. J. van Houten, I. van Houten-Groeneveld, T. Gehrels |
| 10256 Vredevoogd       | 4157 T-3     | 16 tháng 10 năm 1977 | Palomar                            | C. J. van Houten, I. van Houten-Groeneveld, T. Gehrels |
| 10257 Garecynthia      | 4333 T-3     | 16 tháng 10 năm 1977 | Palomar                            | C. J. van Houten, I. van Houten-Groeneveld, T. Gehrels |
| 10258 -                | 1940 AB      | 6 tháng 1 năm 1940   | Konkoly                            | G. Kulin                                               |
| 10259 Osipovyurij      | 1972 HL      | 18 tháng 4 năm 1972  | Nauchnij                           | T. M. Smirnova                                         |
| 10260 -                | 1972 TC      | 4 tháng 10 năm 1972  | Hamburg-Bergedorf                  | L. Kohoutek                                            |
| 10261 Nikdollezhalʹ    | 1974 QF1     | 22 tháng 8 năm 1974  | Nauchnij                           | L. V. Zhuravleva                                       |
| 10262 Samoilov         | 1975 TQ3     | 3 tháng 10 năm 1975  | Nauchnij                           | L. I. Chernykh                                         |
| 10263 Vadimsimona      | 1976 SE5     | 24 tháng 9 năm 1976  | Nauchnij                           | N. S. Chernykh                                         |
| 10264 Marov            | 1978 PH3     | 8 tháng 8 năm 1978   | Nauchnij                           | N. S. Chernykh                                         |
| 10265 Gunnarsson       | 1978 RY6     | 2 tháng 9 năm 1978   | La Silla                           | C.-I. Lagerkvist                                       |
| 10266 Vladishukhov     | 1978 SA7     | 16 tháng 9 năm 1978  | Nauchnij                           | L. V. Zhuravleva                                       |
| 10267 -                | 1978 VD7     | 7 tháng 11 năm 1978  | Palomar                            | E. F. Helin, S. J. Bus                                 |
| 10268 -                | 1979 HW6     | 26 tháng 4 năm 1979  | Bickley                            | Perth Observatory                                      |
| 10269 Tusi             | 1979 SU11    | 24 tháng 9 năm 1979  | Nauchnij                           | N. S. Chernykh                                         |
| 10270 Skoglöv          | 1980 FX3     | 16 tháng 3 năm 1980  | La Silla                           | C.-I. Lagerkvist                                       |
| 10271 -                | 1980 TV2     | 14 tháng 10 năm 1980 | Haute Provence                     | H. Debehogne, L. Houziaux                              |
| 10272 -                | 1981 EF13    | 1 tháng 3 năm 1981   | Siding Spring                      | S. J. Bus                                              |
| 10273 -                | 1981 ED14    | 1 tháng 3 năm 1981   | Siding Spring                      | S. J. Bus                                              |
| 10274 -                | 1981 ET15    | 1 tháng 3 năm 1981   | Siding Spring                      | S. J. Bus                                              |
| 10275 -                | 1981 EC16    | 1 tháng 3 năm 1981   | Siding Spring                      | S. J. Bus                                              |
| 10276 -                | 1981 EK23    | 3 tháng 3 năm 1981   | Siding Spring                      | S. J. Bus                                              |
| 10277 -                | 1981 EC27    | 2 tháng 3 năm 1981   | Siding Spring                      | S. J. Bus                                              |
| 10278 -                | 1981 EW30    | 2 tháng 3 năm 1981   | Siding Spring                      | S. J. Bus                                              |
| 10279 -                | 1981 ET42    | 2 tháng 3 năm 1981   | Siding Spring                      | S. J. Bus                                              |
| 10280 -                | 1981 EA43    | 2 tháng 3 năm 1981   | Siding Spring                      | S. J. Bus                                              |
| 10281 -                | 1981 EE45    | 11 tháng 3 năm 1981  | Siding Spring                      | S. J. Bus                                              |
| 10282 -                | 1981 ET46    | 2 tháng 3 năm 1981   | Siding Spring                      | S. J. Bus                                              |
| 10283 Cromer           | 1981 JE2     | 5 tháng 5 năm 1981   | Palomar                            | C. S. Shoemaker                                        |
| 10284 -                | 1981 QY2     | 24 tháng 8 năm 1981  | La Silla                           | H. Debehogne                                           |
| 10285 Renémichelsen    | 1982 QX1     | 17 tháng 8 năm 1982  | La Silla                           | C.-I. Lagerkvist                                       |
| 10286 Shnollia         | 1982 SM6     | 16 tháng 9 năm 1982  | Nauchnij                           | L. I. Chernykh                                         |
| 10287 Smale            | 1982 UK7     | 21 tháng 10 năm 1982 | Nauchnij                           | L. G. Karachkina                                       |
| 10288 Saville          | 1983 WN      | 28 tháng 11 năm 1983 | Anderson Mesa                      | E. Bowell                                              |
| 10289 Geoffperry       | 1984 QS      | 24 tháng 8 năm 1984  | Harvard Observatory                | Oak Ridge Observatory                                  |
| 10290 Kettering        | 1985 SR      | 17 tháng 9 năm 1985  | Harvard Observatory                | Oak Ridge Observatory                                  |
| 10291 -                | 1985 UT      | 20 tháng 10 năm 1985 | Kleť                               | A. Mrkos                                               |
| 10292 -                | 1986 PM      | 2 tháng 8 năm 1986   | Palomar                            | INAS                                                   |
| 10293 Pribina          | 1986 TU6     | 5 tháng 10 năm 1986  | Piwnice                            | M. Antal                                               |
| 10294 -                | 1988 AA2     | 14 tháng 1 năm 1988  | Kleť                               | A. Mrkos                                               |
| 10295 Hippolyta        | 1988 GB      | 12 tháng 4 năm 1988  | Palomar                            | C. S. Shoemaker, E. M. Shoemaker                       |
| 10296 -                | 1988 RQ12    | 14 tháng 9 năm 1988  | Cerro Tololo                       | S. J. Bus                                              |
| 10297 -                | 1988 RJ13    | 14 tháng 9 năm 1988  | Cerro Tololo                       | S. J. Bus                                              |
| 10298 -                | 1988 SU2     | 16 tháng 9 năm 1988  | Cerro Tololo                       | S. J. Bus                                              |
| 10299 -                | 1988 VS3     | 13 tháng 11 năm 1988 | Gekko                              | Y. Oshima                                              |
| 10300 Tanakadate       | 1989 EG1     | 6 tháng 3 năm 1989   | Geisei                             | T. Seki                                                |